# Discografia de Jammil e Uma Noites
A discografia da banda Jammil e Uma Noites contém seis álbuns de estúdio e seis álbuns ao vivo, além de cinco DVDs.

## Álbuns

### Álbuns de estúdio
| Ano  | Álbum | Vendas e certificações |
| ---- | --- | ---------------------- |
| 1997 | Tanta Coisa Mudou - Lançamento: 12 de abril de 1997 - Formato: CD, K7 - Gravadora: EMI                          | - 60.000               |
| 1998 | Contato - Lançamento: 25 de agosto de 1998 - Formato: CD, K7 - Gravadora: EMI                                   |                        |
| 2000 | Jammil e Uma Noites - Lançamento: 13 de janeiro de 2000 - Formato: CD - Gravadora: Abril Music                  |                        |
| 2001 | Soberano - Lançamento: 4 de fevereiro de 2001 - Formato: CD - Gravadora: Abril Music                            |                        |
| 2002 | Jammil e Uma Noites de Verão - Lançamento: 30 de dezembro de 2002 - Formato: CD - Gravadora: Abril Music        |                        |
| 2012 | Jammil na Real - Lançamento: 4 de fevereiro de 2012 - Formato: CD, DVD, download digital - Gravadora: Som Livre |                        |

### Álbuns ao vivo
| Ano  | Álbum | Vendas e certificações |
| ---- | --- | ---------------------- |
| 2001 | Acústico ao Vivo - Lançamento: 27 de outubro de 2001 - Formato: CD, DVD - Gravadora: Atração Fonográfica                   |                        |
| 2004 | Ao Vivo na Balada - Lançamento: 11 de fevereiro de 2004 - Formato: CD - Gravadora: Unimar Music                            |                        |
| 2005 | Praieiro ao Vivo - Lançamento: 17 de outubro de 2005 - Formato: CD, DVD - Gravadora: Som Livre                             | - 25.000 - PMB: Ouro   |
| 2006 | Luau do Jammil - Lançamento: 1 de setembro de 2006 - Formato: CD - Gravadora: Som Livre                                    |                        |
| 2008 | Três - Lançamento: 1 de agosto de 2008 - Formato: CD, DVD, download digital - Gravadora: Som Livre                         |                        |
| 2015 | Jammil de Todas as Praias - Lançamento: 15 de setembro de 2015 - Formato: CD, DVD, download digital - Gravadora: Som Livre |                        |

## Singles
| Ano  | Título                                               | Álbum                         |
| ---- | ---------------------------------------------------- | ----------------------------- |
| 1997 | "Chuva na Janela"                                    | Tanta Coisa Mudou             |
| 1997 | "Ê Saudade"                                          | Tanta Coisa Mudou             |
| 1998 | "Na Canga"                                           | Tanta Coisa Mudou             |
| 1998 | "O Astronauta de Mármore"                            | Contato                       |
| 1999 | "Ana Carolina"                                       | Contato                       |
| 1999 | "As Canções que Eu Fiz"                              | Contato                       |
| 1999 | "Na Contra Mão"                                      | Jammil e Uma Noites           |
| 2000 | "Quente Como o Verão"                                | Jammil e Uma Noites           |
| 2000 | "Na Contra Mão II"                                   | Jammil e Uma Noites           |
| 2000 | "Paraíso"                                            | Soberano                      |
| 2001 | "Não Vá Embora"                                      | Soberano                      |
| 2001 | "Outdoor"                                            | Soberano                      |
| 2001 | "Acabou"                                             | Acústico ao Vivo              |
| 2002 | "Minha Preferida"                                    | Acústico ao Vivo              |
| 2002 | "Pra Te Ter Aqui"                                    | Acústico ao Vivo              |
| 2002 | "É Verão"                                            | Jammil e Uma Noites de Verão  |
| 2003 | "Solteiro no Rio de Janeiro"                         | Jammil e Uma Noites de Verão  |
| 2003 | "Dom de Se Dar"                                      | Jammil e Uma Noites de Verão  |
| 2003 | "Na Veia"                                            | Jammil e Uma Noites de Verão  |
| 2004 | "Ê Saudade" (relançamento)                           | Ao Vivo na Balada             |
| 2004 | "A Fórmula do Amor" (part. Claudia Leitte)           | Ao Vivo na Balada             |
| 2005 | "Axé Minas"                                          | Ao Vivo na Balada             |
| 2005 | "Praieiro"                                           | Praieiro ao Vivo              |
| 2006 | "Minha Estrela"                                      | Praieiro ao Vivo              |
| 2006 | "Lança, Lança"                                       | Praieiro ao Vivo              |
| 2006 | "De Bandeja"                                         | Luau do Jammil                |
| 2007 | "Agora que o Carnaval Terminou"                      | Luau do Jammil                |
| 2007 | "O Mundo Gira"                                       | Não adicionado à nenhum álbum |
| 2008 | "Tchau, I Have To Go Now"                            | Três                          |
| 2009 | "Saudade Dói"                                        | Três                          |
| 2009 | "Papapaia"                                           | Três                          |
| 2009 | "Tá Esperando o Que?"                                | Não adicionado à nenhum álbum |
| 2010 | "Haja Coração" (part. Olodum)                        | Não adicionado à nenhum álbum |
| 2010 | "Blá Blá Blá"                                        | Não adicionado à nenhum álbum |
| 2011 | "Cinderela"                                          | Não adicionado à nenhum álbum |
| 2011 | "Colorir Papel"                                      | Jammil na Real                |
| 2012 | "O Povo Inteiro" (part. Ivete Sangalo)               | Jammil na Real                |
| 2012 | "Você É Tudo"                                        | Jammil na Real                |
| 2012 | "Bola de Lã"                                         | Jammil na Real                |
| 2012 | "Celebrar"                                           | Não adicionado à nenhum álbum |
| 2013 | "Dançando na Garoa"                                  | Não adicionado à nenhum álbum |
| 2014 | "Grudou"                                             | Não adicionado à nenhum álbum |
| 2014 | "Mil Poemas"                                         | Jammil de Todas as Praias     |
| 2015 | "Brindar à Vida"                                     | Jammil de Todas as Praias     |
| 2016 | "Cadarço, Sapato e Chiclete" (part. Saulo Fernandes) | Jammil de Todas as Praias     |
| 2016 | "Sublime"                                            | Jammil de Todas as Praias     |
| 2017 | "Depois de Depois de Amanhã"                         | Jammil de Todas as Praias     |
| 2017 | "Navegando na Vida"                                  | Não adicionado à nenhum álbum |
| 2017 | "Na Real"                                            | Jammil na Real                |
| 2018 | "Raga"                                               | Não adicionado à nenhum álbum |
| 2019 | "Resenha do Dread" (part. Beto Jamaica)              | Não adicionado à nenhum álbum |
| 2022 | "Que Saudades Disso Aqui"                            | Não adicionado à nenhum álbum |
| 2023 | "Tik Tok"                                            | Não adicionado à nenhum álbum |
| 2023 | "Coladinho"                                          | Não adicionado à nenhum álbum |